# San Román (ort i Spanien)
San Román är en ort i Spanien.   Den ligger i provinsen Provincia de Lugo och regionen Galicien, i den nordvästra delen av landet, 400 km nordväst om huvudstaden Madrid. San Román ligger 665 meter över havet och antalet invånare är 1 987.
Terrängen runt San Román är kuperad. Runt San Román är det mycket glesbefolkat, med 7 invånare per kvadratkilometer. Närmaste större samhälle är Becerreá, 8,3 km väster om San Román. I omgivningarna runt San Román växer i huvudsak blandskog.